# 多倍压器

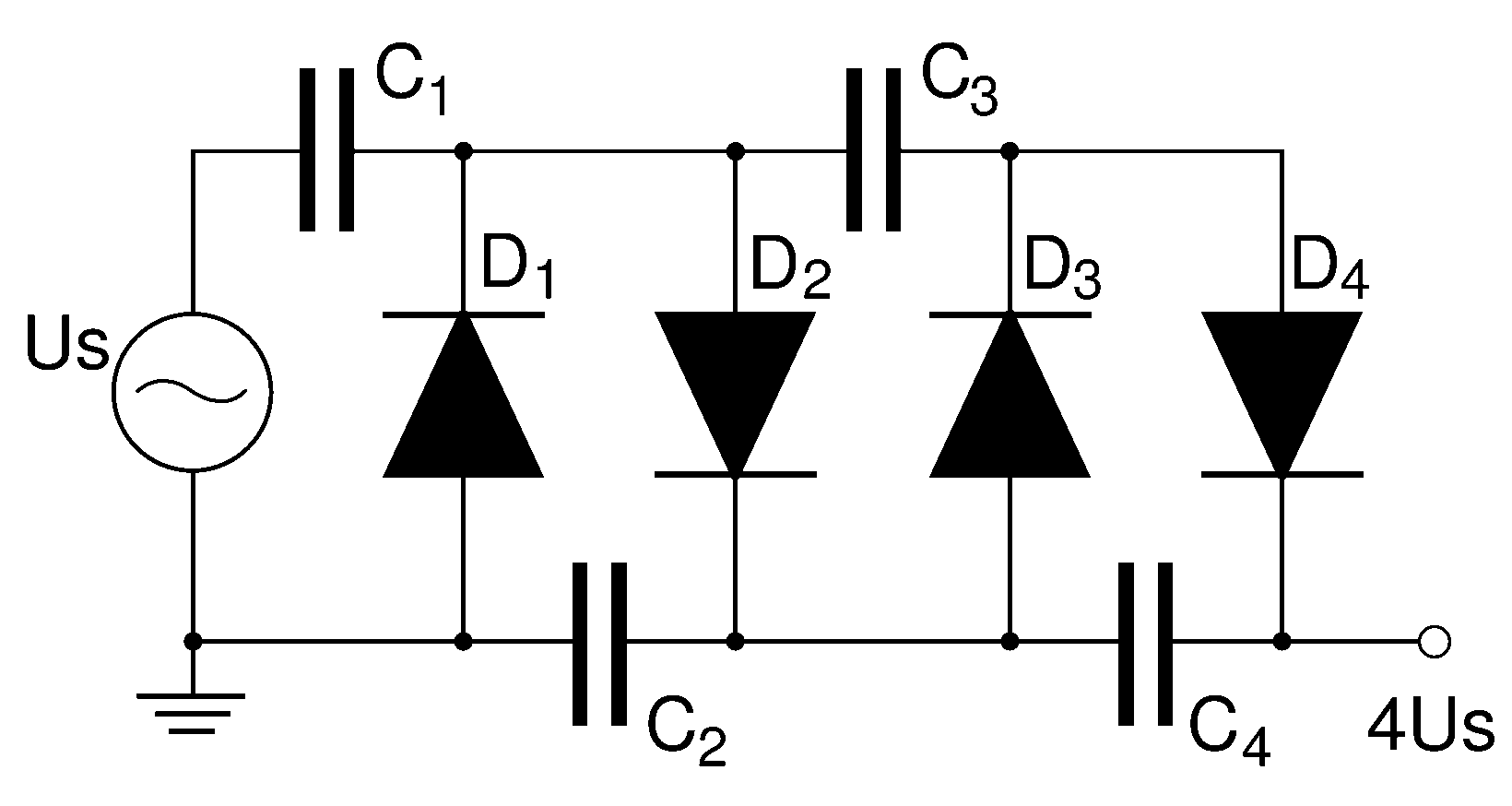
Villard級聯多倍壓器。（Villard cascade voltage multiplier.）

多倍壓器是一種電子電路 ，能夠把從交流電電源提供的較低電壓轉換至較高的直流電壓，通常使用一個电容器和二極管的網路。
多倍壓器可以用來生成幾十到幾百的電壓，給家電使用，也能生成數百萬伏特，給如高能物理實驗和閃電安全檢測等目的使用。 最常见類型的多倍壓器是半波串聯多倍壓器（half-wave series multiplier），也稱為Villard級聯（但實際上由 Heinrich Greinacher 發明）。

## 運作
假設交流電源的峰值電壓為+Us，並假設當充電時，C值是足夠高的，以允許這一電流流動沒有明顯的電壓變化，那麼這個級聯的（簡化的）工作過程如下：

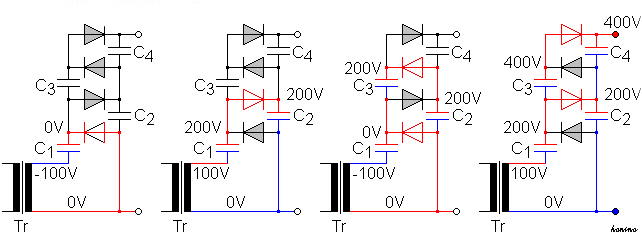
在+U_{s} =100V的情況下，描述運作的圖解

1. 負峰值（-Us）：通過二極體D1 ，電容器C1 充電至Us V （電容器左右板之間的電位差 是Us）。
2. 正峰值（+Us）：C1 的電壓和電壓源的電壓加在一塊，從而透過D2將C2 的電壓充至2Us 。
3. 負峰值：C1 的電壓已經下降到0 V，因此允許通過D3 將C3 的電壓充到2Us。
4. 正峰值 ：C2 的電壓上升到2Us （類似於步驟2），也把C4 的電壓充到2Us， 輸出電壓（C2 和C4下的總和電壓）上升直到達到4Us 。

在現實上，C4 的電壓要達到完全充滿（full voltage），需要更多的周期。 每一個額外的兩個二極體和兩個電容器組成的階段，藉由兩次峰值交流電壓，增加輸出電壓。